# Dan Djakalovic
Daniel Djakalovic (* 30. Juni 1956 in Toronto, Ontario) ist ein deutsch-kanadischer Eishockeyspieler. Er war unter anderem in der Eishockey-Bundesliga für den Mannheimer ERC aktiv. 

## Karriere
Dan Djakalovic spielte als Junior in der OHA bei den Kitchener Rangers. Beim NHL Amateur Draft 1976 wählten ihn die Toronto Maple Leafs in der sechsten Runde als 102. aus. Auch im WHA Draft 1976 wurde er gezogen. Die Toronto Toros holten in der fünften Runde als Nummer 59.
Es folgten einige Jahre bei diversen unterklassigen Teams, wie den Saginaw Gears in der IHL, den Tulsa Oilers in der CHL und den Binghamton Dusters in der AHL, bevor er 1978 in die Eishockey-Bundesliga zum Mannheimer ERC wechselte. Djakalovic war deutscher Abstammung und konnte daher als Eishockeydeutscher, neben seinen Mannschaftskameraden Harold Kreis, Peter Ascherl, Manfred Wolf und Roy Roedger in Mannheim unter Erwerb der deutschen Staatsbürgerschaft bleiben. Damit wurde die Ausländerbegrenzung der Liga umgangen. In Mannheim erzielte er in 102 Spielen insgesamt 91 Scorerpunkte, davon 38 Tore. Im Jahr 1980 wurde er mit der Mannschaft Deutscher Meister. 1981 wechselte er dann zu dem EHC Freiburg und erzielte dort 11 Tore und gab 14 Torvorlagen in 44 Spielen. Nach einer Spielzeit in Freiburg im Breisgau beendete er seine Laufbahn.